# Lista das instituições de ensino superior de Goiânia
Em anexo, a lista das instituições de ensino superior de Goiânia, conforme listadas no site do Ministério da Educação (MEC).

## Privadas
- Faculdade ITH - Edtech ITH
- Pontifícia Universidade Católica de Goiás - PUCGoiás
- Universidade Católica de Brasília - UCB
- Universidade Católica Dom Bosco – UCDB
- Universidade Salgado de Oliveira - UNIVERSO
- Universidade Paulista - UNIP
- Faculdade AIEC
- Universidade Estácio de Sá – UNESA
- Centro Universitário de Goiás - Uni-Goiás
- Centro Universitário Internacional - UNINTER
- Centro Universitário - UNIFACVEST
- Centro Universitário Araguaia - UniAraguaia
- Centro Universitário das Faculdades Metropolitanas Unidas - FMU
- Universidade Luterana do Brasil – ULBRA
- Escola Superior Associada de Goiânia – ESUP
- Escola Superior Aberta do Brasil - ESAB
- Centro Universitário Alves Faria – UNIALFA
- Faculdade Assembleiana do Brasil - FASSEB*
- Faculdade CGESP (Centro Goiano de Ensino, Pesquisa e Pós-Graduação)
- Faculdade Brasileira de Educação e Cultura – FABEC Brasil
- Faculdade Católica Paulista - FACAP
- Centro Universitário Cambury – Uni-Cambury
- Centro Universitário Claretiano - CEUCLAR
- Faculdade ATAME
- Faculdade Sena Aires - FACESA
- Faculdade Pitágoras de Goiânia – FAG
- Faculdade Delta
- Faculdade de Tecnologia SENAC Goiás
- Faculdade de Tecnologia SENAI de Desenvolvimento Gerencial – FATESG
- Faculdade de Tecnologia SENAI Ítalo Bologna – FATECIB
- Faculdade Estácio de Sá de Goiás - FESGO
- Faculdade Lions - FACLions
- Faculdade Campos Elíseos - FCE
- Faculdade de Ensino Superior Pelegrino Cipriani - FAESPE
- Faculdade Educacional da Lapa - FAEL
- Faculdade São Luís
- Faculdade Sensu
- Faculdade Unyleya
- Instituto de Filosofia e Teologia de Goiás – IFITEG
- Instituto Superior de Educação Padrão – ISE - Padrão
- Centro Universitário de Goiânia - UNICEUG
- Centro Universitário das Américas - CAM
- Centro Universitário Filadélfia - UNIFIL
- Centro Universitário INTA - UNINTA
- Centro Universitário de Brasília - UniCEUB
- Centro Universitário do Instituto de Educação Superior de Brasília - IESB
- Centro Universitário Leonardo da Vinci - UNIASSELVI
- Instituto de Pós-Graduação e Graduação – IPOG
- Faculdades Fan Padrão
- Faculdade Sul-Americana - FASAM
- Universidade Anhembi Morumbi
- Universidade Santo Amaro - Unisa
- Universidade Santa Cecília - Unisanta
- Universidade do Sul de Santa Catarina - UNISUL
- Universidade Cruzeiro do Sul - UNICSUL
- Universidade Presbiteriana Mackenzie - MACKENZIE
- Universidade Positivo - UP
- Universidade Paranaense - UNIPAR
- Universidade Anhanguera - UNIDERP
- Universidade Norte do Paraná - UNOPAR
- Universidade de Marília - UNIMAR
- Universidade CESUMAR - UNICESUMAR

## Públicas
- Instituto Federal de Goiás – IFG-GO
- Instituto Federal Goiano - IFGoiano
- Instituto Tecnológico de Goiás em Artes Basileu França - Itego
- Universidade Estadual de Goiás – UEG
- Universidade Federal de Catalão - UFCat
- Universidade Federal de Goiás – UFG
- Universidade Federal de Jataí - UFJ